# Seth Rider
Seth Rider (Germantown, 6 de marzo de 1997) es un deportista estadounidense que compite en triatlón.
Participó en los Juegos Olímpicos de París 2024, obteniendo una medalla de plata en la prueba de relevo mixto.
Ganó una medalla de bronce en el Campeonato Mundial por Relevos Mixtos de 2022 y una medalla de plata en los Juegos Panamericanos de 2023.

## Palmarés internacional
| Juegos Olímpicos                      | Juegos Olímpicos  | Juegos Olímpicos  | Juegos Olímpicos |
| Año                                   | Lugar             | Medalla           | Prueba           |
| ------------------------------------- | ----------------- | ----------------- | ---------------- |
| 2024                                  | París (Francia)   | Medalla de plata  | Relevo mixto     |
| Campeonato Mundial por Relevos Mixtos |                   |                   |                  |
| Año                                   | Lugar             | Medalla           | Prueba           |
| 2022                                  | Montreal (Canadá) | Medalla de bronce | Relevo mixto     |
| Juegos Panamericanos                  |                   |                   |                  |
| Año                                   | Lugar             | Medalla           | Prueba           |
| 2023                                  | Santiago (Chile)  | Medalla de plata  | Relevo mixto     |